# Salinas (Porto Rico)
Salinas è una città di Porto Rico situata sulla costa meridionale dell'isola. L'area comunale confina a nord con Aibonito e Cayey, a est con Guayama e a ovest con Santa Isabel e Coamo. È bagnata a sud dalle acque del Mar dei Caraibi. Il comune, che fu fondato nel 1851, oggi conta una popolazione di oltre 30 000 abitanti ed è suddiviso in 8 circoscrizioni (barrios).